# Charles Edward Stuart
Charles Edward Louis John Sylvester Maria Casimir Stuart (31 tháng 12 năm 1720 – 30 tháng 1 năm 1788) là con trai lớn của James Francis Edward Stuart, vì thế ông là cháu trai của Vua James VII và II, và là người tuyên bố ngai vàng của Vương tộc Stuart ở Anh, Scotland và Ireland từ năm 1766 với vương hiệu là Charles III. Trong suốt cuộc đời của mình, ông còn được gọi là Kẻ giả danh trẻ và Hiệp sĩ trẻ; trong ký ức mọi người, ông ấy được biết đến với cái tên Bonnie Prince Charlie.
Sinh ra ở Rome trong triều đình Stuart lưu vong, ông dành phần lớn thời gian đầu và sau này ở Bán đảo Ý. Năm 1744, ông tới Vương quốc Pháp để tham gia vào một kế hoạch đổ bộ vào đất Anh đã được lên kế hoạch nhằm khôi phục chế độ quân chủ Stuart dưới thời cha mình. Khi hạm đội Pháp bị bão đánh đắm một phần, Charles quyết định tiến đến Scotland sau cuộc thảo luận với những nhà lãnh đạo Jacobite. Điều này dẫn đến việc Charles đổ bộ bằng tàu lên bờ biển phía Tây Scotland, dẫn đến sự trỗi dậy của Jacobite năm 1745. Lực lượng Jacobite dưới sự chỉ huy của Charles ban đầu đã đạt được một số chiến thắng trên chiến trường, bao gồm Trận Prestonpans vào tháng 9 năm 1745 và Trận Falkirk Muir vào tháng 1 năm 1746. Tuy nhiên, đến tháng 4 năm 1746, Charles bị đánh bại tại Trận Culloden, điều này đã chấm dứt kế hoạch phục hưng triều đại Stuart. Mặc dù có những nỗ lực tiếp theo như kế hoạch xâm lược của Pháp vào năm 1759, Charles vẫn không thể khôi phục chế độ quân chủ Stuart.
Khi chính nghĩa của Jacobite bị thất bại, Charles dành phần còn lại của cuộc đời mình ở lục địa châu Âu, ngoại trừ một chuyến thăm bí mật tới London. Khi trở về, Charles sống một thời gian ngắn ở Pháp trước khi bị lưu đày vào năm 1748 theo các điều khoản của Hiệp ước Aix-la-Chapelle. Charles cuối cùng trở về Ý, nơi ông dành phần lớn cuộc đời sau này sống ở Florence và Rome. Ông có một số nhân tình trước khi kết hôn với Thân vương nữ Louise xứ Stolberg-Gedern vào năm 1772. Cuối đời, sức khỏe của Charles sa sút nghiêm trọng và ông bị cho là một người nghiện rượu. Tuy nhiên, những cuộc trốn chạy của ông trong cuộc nổi dậy năm 1745 và 1746, cũng như việc ông trốn khỏi Scotland, đã khiến ông được miêu tả là một nhân vật anh hùng thất bại lãng mạn. Cuộc đời của ông và viễn cảnh có thể phục hoàng chế độ quân chủ Stuart đã để lại một truyền thuyết lịch sử lâu dài và tiếp tục tồn tại cho đến ngày nay.
Con trai út của Nữ hoàng Victoria là Vương tử Leopold, Công tước xứ Albany đã rất thần tượng Charles Edward Stuart, và chính vì lý do này mà ông đã đặt tên cho đứa con chưa ra đời của mình là Charles Edward, sau trở thành người thừa kế ngai vàng của Công quốc Sachsen-Coburg và Gotha trong Đế quốc Đức.

## Cuộc sống đầu đời

### Tuổi thơ và học vấn: 1720–1734
Charles sinh ra tại Palazzo Muti ở Rome, Lãnh địa Giáo hoàng, vào ngày 31 tháng 12 năm 1720, nơi cha ông được Giáo hoàng Clement XI cho cư trú. Các nhà sử học có quan điểm khác nhau về người thực hiện lễ rửa tội cho ông. Kybett cho rằng nó được chủ trì bởi Giáo hoàng Clement, trong khi Douglas và Pininski tuyên bố nó được thực hiện bởi Giám mục xứ Montefiascone. Ông được đặt tên là Charles theo tên ông cố của mình, Edward theo tên Edward the Confessor, Louis theo tên Vua nước Pháp, Casimir theo tên các vị vua của Ba Lan, và Sylvester được đặt theo tên Thánh Sylvester, vì ông sinh ra vào Ngày Thánh Sylvester.
Charles là con trai của cựu vương tử James Francis Edward Stuart (chính là con trai của Vua James II và VII bị lưu đày), và Maria Clementina Sobieska, một nữ quý tộc Ba Lan (cháu gái của Jan III Sobieski). Ông nội của Charles Edward là James II của Anh và Ireland và VII của Scotland, cai trị các vương quốc từ năm 1685 đến 1688. Ông bị phế truất khi Quốc hội Anh mời Thân vương Willem xứ Oranje theo đạo Tin lành ở Cộng hòa Hà Lan và vợ ông, Vương nữ Mary, con gái lớn của Vua James, thay thế ông trong Cách mạng Vinh quang năm 1688. Nhiều người theo đạo Tin Lành, trong đó có một số nghị sĩ nổi tiếng, đã lo lắng rằng Vua James có ý định đưa nước Anh quay trở lại hoàn toàn với đức tin Công giáo. Kể từ khi James bị lưu đày và Đạo luật Giải quyết, "người theo Chủ nghĩa Jacobite" đã cố gắng đưa Vương tộc Stuart trở lại ngai vàng của Anh và Scotland, vốn đã được thống nhất vào năm 1603 dưới thời vua James VI và I, với các nghị viện tham gia theo Đạo luật Liên minh năm 1707 với tên gọi Vương quốc Đại Anh.
Charles được cho là đã bị yếu chân từ khi còn nhỏ, có thể là do bệnh còi xương. Tuy nhiên, Charles đã được hướng dẫn một chế độ tập thể dục và khiêu vũ để giúp cải thiện thể chất, giúp đôi chân của ông khỏe mạnh hơn trong những năm sau đó. Charles dành phần lớn thời thơ ấu của mình ở Rome và Bologna cùng với một đoàn tùy tùng nhỏ và một gia đình thân thiết nhưng thường hay cãi vã. Em trai của ông là Henry Benedict Stuart sinh 5 năm sau vào ngày 6 tháng 3 năm 1725. Mẹ và cha của ông thường xuyên bất đồng quan điểm với nhau, dẫn đến một sự việc đáng chú ý là Clementina rời cung điện ngay sau khi Henry chào đời vào năm 1725 và chuyển đến một tu viện, mãi đến năm 1727 mới quay trở lại. Là những người thừa kế hợp pháp ngai vàng của Anh, Scotland và Ireland—theo sự kế vị của người Jacobite, James và gia đình ông sống với niềm tự hào và tin tưởng tuyệt đối vào quyền thiêng liêng của các vị vua. Charles dành phần lớn thời gian đầu đời cùng với những người đàn ông lớn tuổi, một vài người trong số họ đóng vai trò là gia sư của ông. Gia sư trưởng của Charles Edward là James Murray (Bá tước Jacobite xứ Dunbar) theo đạo Tin Lành. Trong khi Giáo hoàng ban đầu nêu lên những lo ngại về việc giáo dục tôn giáo của Charles dưới thời một gia sư theo đạo Tin Lành, James đồng ý rằng Charles sẽ được nuôi dạy như một người Công giáo. Trong số các gia sư của ông có Andrew Michael Ramsay, Thomas Sheridan và Cha Vinceguerra, một linh mục Công giáo. Ông nhanh chóng thông thạo tiếng Anh, tiếng Pháp và tiếng Ý, mặc dù người ta nói rằng ông chưa bao giờ thông thạo hoàn toàn bất kỳ ngôn ngữ nào và có phần mù chữ. Trong thời thơ ấu, ông được cho là thích săn bắn, cưỡi ngựa, chơi gôn, âm nhạc và khiêu vũ.